# Marie-Antoine Carême
Marie Antoine (Antonin) Carême (francuski: [maʁi ɑ̃twan kaʁɛm]; Pariz, 8. lipnja 1784. – Pariz, 12. siječnja 1833.) bio je francuski kuhar, rani praktičar i eksponent složenoga stila kuhanja poznatog kao visoka kuhinja, omiljenoga među kraljevskim obiteljima i bogatim Parižanima. Carêmea se često smatra jednim od prvih međunarodno poznatih slavnih kuhara.
Roditelji su ga napustili u Parizu 1794. godine, na vrhuncu Francuske revolucije pa je radio kao kuhar u jeftinom pariškom restoranu u zamjenu za sobu i hranu. Godine 1798. službeno je bio pomoćnik Sylvana Baileya, poznatog slastičara s trgovinom u blizini kraljevske palače. Postrevolucionarno područje kraljevske palače bilo je moderna četvrt visokog profila, puna živopisnog života i užurbane gužve. Bailey je prepoznao njegov talent i ambiciju. Nakon što je napustio Baileya, otvorio je svoju trgovinu „Pâtisserie de la rue de la Paix”, koju je držao do 1813.
Marie-Antoine Carême stekao je slavu u Parizu zbog svojih „pièces montées”, složenih konstrukcija, koje je Bailey izložio u svom izlogu. Ove poslastice, koje su ponekad bile visoke i preko jednog metra, radio je isključivo od sastojaka poput šećera, marcipana i peciva. Modelirao ih je u hramove, piramide i drevne ruševine, uzimajući ideje iz knjiga o povijesti arhitekture koje je proučavao u obližnjoj Nacionalnoj knjižnici, zahvaljujući prosvijećenom stavu svog prvog poslodavca Baileya. Pripisuje mu se izum velikog nugata i velikog melangea, krokanata, napravljenih od badema i meda, i solilema.
Marie-Antoine Carême napisao je nekoliko knjiga o kuhanju, od kojih je najznačajnije enciklopedijsko djelo „L'Art de la Cuisine Française” (5 tomova, 1833.–'34., od kojih su tri dovršena prije njegove smrti), koje uključuje, uz stotine recepata, i planove za jelovnike i raskošne postavke stolova, povijest francuskog kuhanja i upute za organiziranje kuhinja.
Carêmeov utjecaj na kulinarstvo kretao se od trivijalnog do teorijskog. Zaslužan je za nastanak standardne kuharske kape, nastanak novih umaka i jela te klasifikaciju svih umaka u skupine na temelju četiri matična umaka. Kuhao je na Bečkom kongresu 1814. - 1815., čime je utjecao na kulinarski ukus više klase.